# Gavin Maxwell
Pour les articles homonymes, voir Maxwell.
Gavin Maxwell (15 juillet 1914 – 7 septembre 1969) est un naturaliste et écrivain écossais, connu pour ses travaux sur les loutres d'Europe.
Pendant la Seconde Guerre mondiale, il est instructeur pour le Special Operations Executive.
Il écrit le livre Ring of Bright Water (1960), dans lequel il raconte comment il rapporte une loutre d'Irak et l'éleve en Écosse. Ce livre est vendu à plus d'un million d'exemplaires et donne lieu à un film avec Bill Travers et Virginia McKenna, en 1969. Le titre Ring of Bright Water vient d'un poème de Kathleen Raine (1908-2003) qui a dit dans son autobiographie que Maxwell avait été l'amour de sa vie.

### Titres originaux
- 1952. Harpoon at a Venture.
- 1956. God Protect Me from My Friends, Longmans.
- 1959. A Reed Shaken By The Wind - a Journey Through the Unexplored Marshlands of Iraq, Longmans.
- 1959. The Ten Pains of Death.
- 1960. Ring of Bright Water (illustrated by Peter Scott), Longmans.
- 1962. The Otters' Tale, Longmans ; version pour enfants de Ring of Bright Water.
- 1963. The Rocks Remain, Longmans.
- 1965. The House of Elrig, Longmans.
- 1966. Lords of the Atlas: Morocco, the rise and fall of the House of Glaoua, Longmans.
- 1967. Seals of the World.
- 1969. Raven Seek Thy Brother, Longmans.

### Titres traduits en français
- Trois saisons de chasse aux requins géants, Amiot-Dumont, 1952. (Harpoon at a Venture)
- Le Peuple des roseaux, Flammarion, 1961. (A Reed Shaken by the Wind)
- Mes amies les loutres, Hachette, 1963. (Ring of Bright Water)
- El-Glaoui dernier seigneur de l'Atlas, Fayard, 1968. (Lords of the Atlas)